# Mike Foley

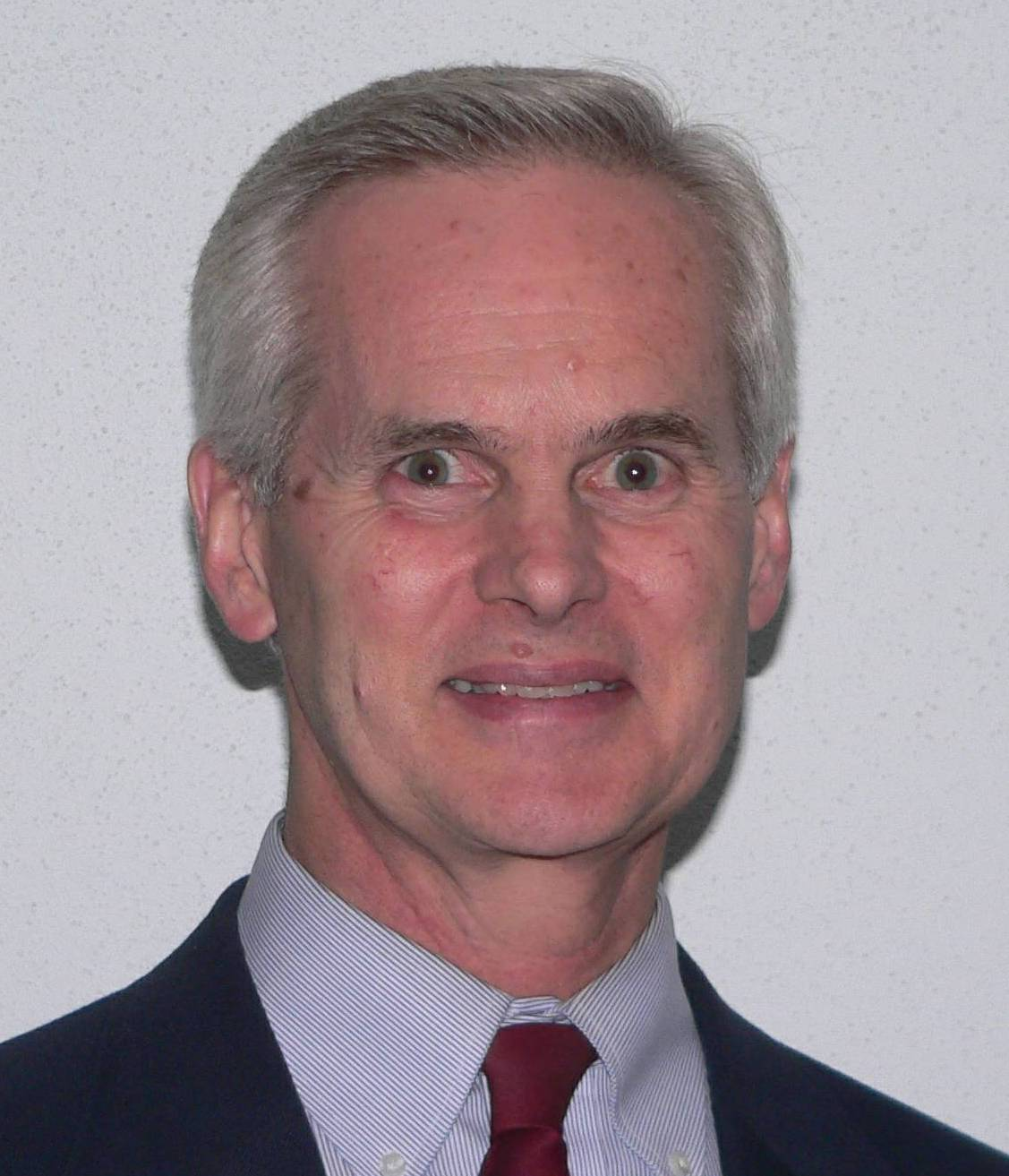
Mike Foley (2013)

Mike Foley (* 5. April 1954 in Rochester, New York) ist ein US-amerikanischer Politiker. Seit Januar 2015 ist er Vizegouverneur des Bundesstaates Nebraska.

## Werdegang
Mike Foley absolvierte die Bishop Kearney High School in einem Vorort seiner Heimatstadt Rochester. Bis 1976 studierte er an der State University of New York in Brockport und dann an der Michigan State University in East Lansing. Seine erste politische Erfahrung sammelte er als Angestellter im Büro des demokratischen Kongressabgeordneten Michael J. Harrington. Später schloss er sich der Republikanischen Partei an. Beruflich war er in verschiedenen Anstellungen als Finanzanalyst tätig. Zwischen 2001 und 2007 saß er in der Nebraska Legislature. Dort gehörte er unter anderem dem Justizausschuss an. Von 2007 bis 2015 war er Staatsrevisor (Auditor) von Nebraska.
Im Jahr 2014 wurde Foley an der Seite von Pete Ricketts zum Vizegouverneur von Nebraska gewählt. Dieses Amt bekleidet er seit dem 8. Januar 2015. Dabei ist er Stellvertreter des Gouverneurs und formaler Vorsitzender der Nebraska Legislature.